# ملعب 1 مايو برونغرادو

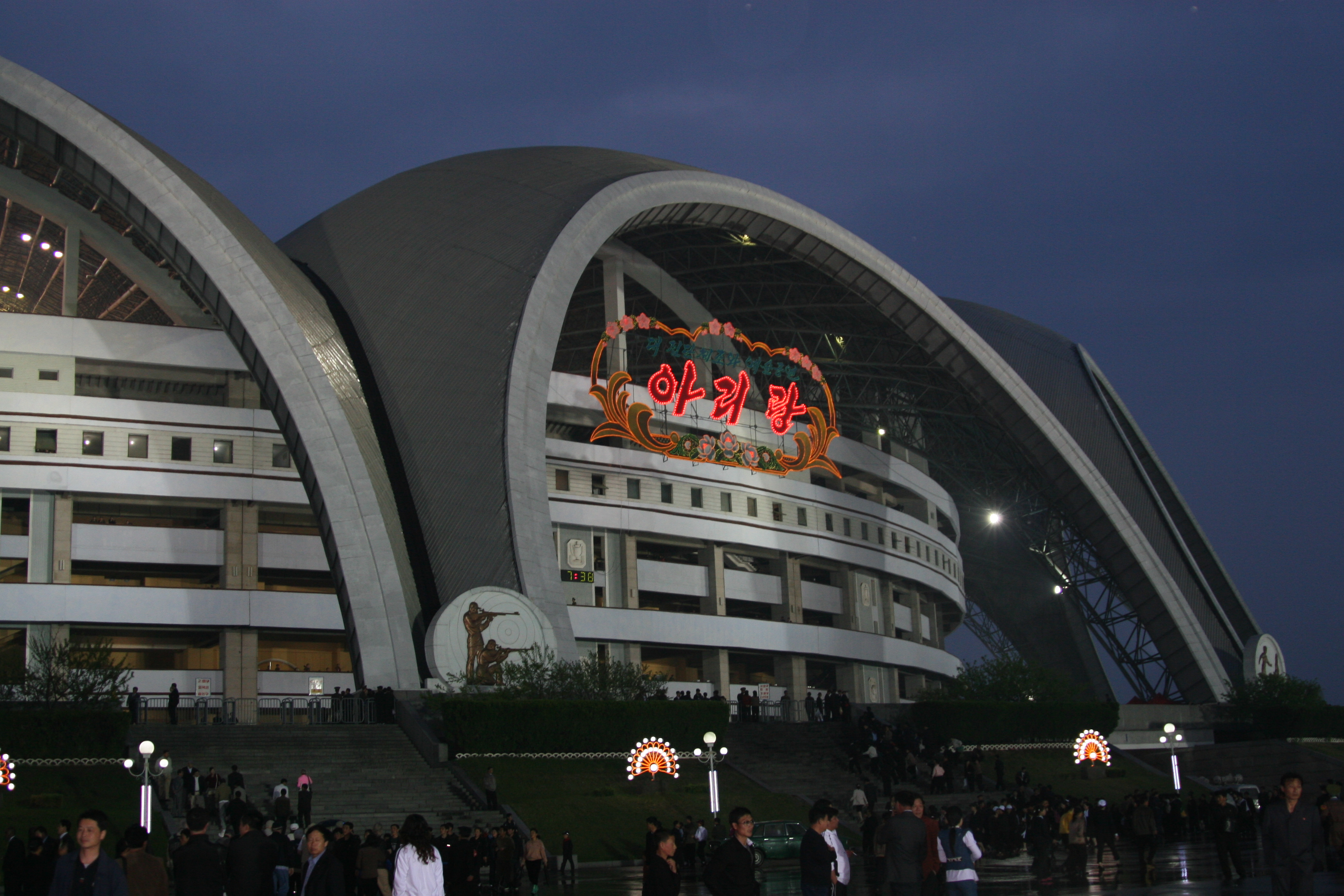

ملعب 1 مايو بِرونغرادو هو ملعب متعدد الأغراض يقع في مدينة بيونغيانغ بكوريا الشمالية. اُفتتح يوم 1 مايو 1989 وهو يعتبر أضخم ملعب في العالم من حيث عدد المقاعد. شُيِّد الملعب كي يكون الملعب الرئيسي المهرجان العالمي للشباب والطلاب في 1989. غالباً ما يستخدم لمباريات كرة القدم وعدة مباريات لألعاب القوى. تسع مدرجاته لاحتضان 114,000 متفرج. يتم تقدم عروض ضخمة للاحتفال بالرئيس السابق كيم إل سونغ والأمة الكورية الشمالية.

## وصلات خارجية
- صور ملعب رونغرادو ماي دي من الأعلى